# 접촉 피부염
접촉 피부염(영어: Contact dermatitis)은 알레르겐 (알레르기성 접촉 피부염)이나 자극원 (자극성 접촉 피부염)에 노출되었을 때의 피부 반응을 가리키는 용어이다. 광독성(Phototoxic) 피부염은 알레르겐이나 자극원이 햇볕에 의해 활성화되었을 때 나타난다.

## 서론
접촉 피부염은 외부 물질과의 접촉으로 인해 발생하는 국지적인 발진이나 자극을 의미한다. 피부 겉표면만이 접촉 피부염의 영향을 받는다. 영향받은 조직의 염증은 표피 (epidermis, 피부의 가장 바깥면)와 진피 (dermis, 표피 바로 밑의 층)의 바깥부분에 존재한다. 발진이 노출 몇분 내로 발생하고, 몇분에서 몇시간 사이에 사라지는, 접촉 두드러기와 다르게, 접촉 피부염은 사라지는데 며칠이 걸린다. 더욱이, 접촉 피부염은 피부와 알레르겐이나 자극원과 더 이상 접촉하지 않게 되었을 때만 사라진다. 접촉 피부염은 크고, 강렬하고, 가려운 발진을 야기하고, 이것들은 어디에 생겼든지 상관없이 낫게 하는 데 며칠에서 몇 주가 걸린다. 만성 접촉 피부염은 이를 야기하는 원인을 제거하는 것이 더 이상 기대이상의 효과를 낼 수 없게 되었을 때에 발달한다.

## 원인
북/남 아메리카에서는, 가장 흔한 알레르기성 접촉 피부염의 원인은 다음과 같은 톡시코덴드론(Toxicodendron) 종류이다: 덩굴옻나무(poison ivy), 포이즌오크나무(Western_Poison-oak), 그리고 포이즌수마크나무(poison sumac). 자극성 접촉 피부염의 흔한 원인들로는 까칠까칠한 (고 알칼리성의) 비누, 니켈, 세제, 그리고 세척제품과 고무 등이다.

## 접촉 피부염의 종류
접촉 피부염에는 다음과 같은 세 가지 종류가 있다: 자극 접촉성, 알레르기 접촉성, 그리고 광접촉성 피부염. 광접촉성 피부염은 광독성과 광알레르기성의 두 가지로 나뉜다.

### 화학적인 자극성 접촉 피부염
이는 급성 혹은 만성이 될 수도 있는데, 이는 주로 각기 자극원이 강한지 약한지에 따라 결정된다 (HSE MS24). 다음의 정의들은 Mathias and Maibach (1978)에서 제공한 것이다: 비면역성의(nonimmunologic) 지역적 염증성 반응은, 화학 물질을 피부의 동일 부위에 한 번이나 여러번에 걸쳐 적용한 뒤에, 홍반, 부종, 혹은 부식 작용 등의 증상으로 나타난다.
독소에 따라서 작용 방식은 다양하다. 세제, 계면활성제, 극도의 pH, 그리고 유기 용매는 모두 표피의 방벽 특성에 직접적으로 작용하는 흔한 효과를 지니고 있다. 이런 효과에는 지방 유제(fat emulsion)의 감소, 상피 세포의 파괴, 그리고 삼투 수분 손실(transepidermal water loss)의 증가 등이 있는데, 이는 각질 층의 수분속박 메커니즘의 파괴와 DNA의 파괴가 그 피부 층을 얇게 만들기 때문이다. 강한 농도의 자극원은 급성 효과를 일으키지만, 이것은 충분히 많은 양의 자극원이 쌓여야만 해로운 효과가 발생하는 축적적, 만성 효과에 비해서 그리 흔하지 않다 (ESCD 2006).
화학성 자극원의 흔한 예로는 용매들 (알코올, 크실렌, 테레빈, 에스테르, 아세톤, 케톤, 등); 금속 세공 액체(metalworking fluids) (니트(neat) 오일, 계면활성제를 곁들인 물 기반 금속 세공 책체); 라테스; 등유; 에틸렌 옥사이드; 국소성의 약물과 화장품 안의 계면활성제(나트륨 로릴 황산염,sodium lauryl sulfate); 알칼리(하수구 세척제, 수산화나트륨(lye) 잔여물로 만든 강한 비누) 등이 있다.

### 물리적인 자극성 접촉 피부염
이는 그 다양한 작동 메커니즘과 그 진단을 위한 실험의 부족으로 인해 많이 연구되지 못한 ICD(Irritant Contact Dermatitis, 자극성 접촉 피부염)의 한 형태이다(Maurice-Jones et al). 이 형태의 접촉 피부염을 정확히 진단하기 위해서는 주로 환자가 피부접촉시험에서 한 번도 알레르기 양성판정을 받은 적이 없어야 한다. 연루된 자극원은 훨씬 다양할지라도, 가장 간단한 형태의 PICD(물리적인 자극성 접촉 피부염)는 지속적으로 문지르는 행위에서 생긴다. 예로는 종이 마찰, 섬유 유리, 그리고 따끔따끔한 의복 등이 있다.
피부를 직접적으로 자극하여 ICD를 유발하는 식물도 많다. 어떤 식물들은 가시나 자극적인 털(hair)을 통해 작용한다. 미나리아재비, 등대풀, 그리고 데이지와 같은 몇몇 식물들은 화학적인 수단을 통해 작용한다. 이런 식물들의 수액은 많은 수의 알칼로이드, 글리코시드(배당체), 사포닌, 안트라퀴논, 그리고 (구근 식물들의 경우에서) 자극성 칼슘 수산염 크리스탈을 포함하고 있고 이들 모두 CICD(화학적인 자극성 접촉 피부염)을 유발할 수 있다(Mantle and Lennard, 2001).

## 증상
알레르기피부염은 보통 원인물질이 피부에 접촉된 부분에 국한된다. 반면 자극피부염은 피부에 좀 더 넓게 퍼진다. 증상은 아래와 같다.
- 붉은 발진. 흔한 반응이다. 발진은 자극접촉피부염에서 즉시 나타난다. 알레르기접촉피부염에서는 발진이 알레르기 항원에 노출된 후 24-72시간까지 나타나지 않을 수 있다.
- 물집 또는 자국.물집, 자국(welt), 구진(hive)은 알레르기항원이나 자극에 직접 노출된 피부 부위에 종종 모여서 나타난다.
- 가려움증과 작열감(타는듯 한 느낌). 자극접촉피부염은 가렵다기보다는 작열감을 나타내곤 한다. 반면 알레르기접촉피부염은 종종 가려움증이 나타난다.

## 치료

### 집에서의 자가치료
- 알려진 알레르기항원이나 자극에 노출된 즉시 비누와 찬물로 씻어 물질을 제거하거나 비활성화시킨다.
- 만약 물집이 생기면 냉습포를 30분씩 하루 3번 붙이면 나을 수도 있다.
- Calamine lotion and cool colloidal oatmeal baths may relieve itching.
- 먹는 항히스타민제( 디페니히드라민,diphenhydramine같은)가 가려움증을 줄여줄 수 있다.
- 병터가 작은 좀 더 가벼운 경우에는 하이드로코티손(hydrocortisone)크림 같은 비처방약으로 충분하다.
- 긁지 마라. 2차감염을 일으킬 수 있다.

### 의학적 치료
만약 발진이 2~3일 내에 낫지 않거나 계속 퍼져나간다거나 가려움증 또는 통증이 심해진다면 피부과 전문의나 의사와 만나보라. 로션, 크림, 복용약 등이 보통 쓰인다.
- 코티코스테로이드(흔히 스테로이드라고 불림). 국소 부위의 염증을 치료하기 위해 사용된다. 보통 크림이나 연고 형태로 처방된다. 피부에 알레르기 반응을 일으킨 부분이 상대적으로 크거나 증세가 심하면 먹는약이나 주사제로 처방될 것이다.
- 항히스타민제. 만약 처방없이 살 수 있는 항히스타민제가 불충분하다면 , 처방이 있어야 살 수 있는 항히스타민제를 처방해줄 것이다..

## 예방
접촉피부염은 자극이나 알레르기 반응을 일으키는 알레르기항원(allergen) 때문에 생기므로, 원인이 정확히 무엇인지 밝혀내고 그 원인을 회피하는 것이 중요하다. 흔히 알레르기검사라고 알려진 피부접촉검사(patch test)를 통해 밝힐 수 있다. 환자는 그 항원이 어디에서 발견되는지 알고 이를 회피해야한다. 또 화학물질의 경우 같은 물질이 여러 개의 이름을 가진 경우도 있으므로 주의해야 한다.

## 요약
다양한 종류의 접촉피부염의 차이는 몇 가지 요소에 기초한다. 조직의 모양, 조직학적 소견, 면역학적 소견 등이 이용된다. 그러나 전에도 말했듯이 접촉피부염 사이에는 혼동되는 부분이 있다(Reitschel 1997). 조직학적 소견으로 각각을 구분하기에는 불충분하다(Rietschel, 1997). 또 피부접촉검사(patch test) 양성이더라도 자극피부염과 면역피부염을 배제시킬 수 없다. 그러므로 여러 종류의 접촉피부염의 구분에는 불명확한 부분이 있다는 것을 기억하는 것이 중요하다. 예를 들면 어떤 면역학전 기전이 자극접촉피부염과 관계되었던 증례가 있다.

## 같이 보기
- 옻독
- 습진